# Municipio de Jevne
El municipio de Jevne (en inglés: Jevne Township) es un municipio ubicado en el condado de Aitkin en el estado estadounidense de Minnesota. En el año 2010 tenía una población de 322 habitantes y una densidad poblacional de 3,47 personas por km².

## Geografía
El municipio de Jevne se encuentra ubicado en las coordenadas 46°38′28″N 93°23′3″O / 46.64111, -93.38417. Según la Oficina del Censo de los Estados Unidos, el municipio tiene una superficie total de 92.88 km², de la cual 88,65 km² corresponden a tierra firme y (4,55 %) 4,23 km² es agua.

## Demografía
Según el censo de 2010, había 322 personas residiendo en el municipio de Jevne. La densidad de población era de 3,47 hab./km². De los 322 habitantes, el municipio de Jevne estaba compuesto por el 93,79 % blancos, el 4,97 % eran amerindios y el 1,24 % eran de una mezcla de razas. Del total de la población el 1,55 % eran hispanos o latinos de cualquier raza.